# Антонов, Юрий Михайлович
Ю́рий Миха́йлович Анто́нов (19 февраля 1945, Ташкент, Узбекская ССР, СССР) — советский и российский эстрадный певец, композитор, музыкант, поэт, актёр кино и озвучивания. Народный артист Российской Федерации (1997), народный артист Чеченской Республики (2016).

## Биография
Родился 19 февраля 1945 года в городе Ташкенте.
Отец Михаил Васильевич Антонов (1915—1989) родился в деревне Конец-Слободка (Вологодская область). Во время Великой Отечественной войны служил офицером в 62-й отдельной бригаде морской пехоты. Мать Наталья Михайловна Антонова (Литовченко) (1921—2008), украинка, жительница города Кременчуга Полтавской области. Сестра Жанна (р. 1948, Берлин). Летом 1944 года Михаил Антонов приехал к жене на побывку. После окончания Великой Отечественной войны отец остался служить в военной администрации Берлина.

### Начало творчества
По завершении службы в ГДР Михаила Антонова с семьёй перевели в Белоруссию, где он проходил службу в различных воинских гарнизонах.
Мать привела Юрия Антонова в музыкальную школу города Молодечно, окончив которую он поступил в Молодечненское музыкальное училище (теперь Молодечненский государственный музыкальный колледж им. М. К. Огинского), в класс народных инструментов.
Трудовую деятельность начал в 14 лет, работая руководителем хора в депо и получая за это 60 рублей. В годы студенчества организовал свой первый музыкальный коллектив — эстрадный оркестр, — который выступал в местном Доме культуры.
В 1963 году после окончания музучилища Юрий Антонов по распределению стал работать преподавателем в детской музыкальной школе в Минске, где жили его родители. Затем работал солистом-инструменталистом в Белорусской государственной филармонии.
В ноябре 1964 года был призван в армию, службу проходил стрелком-автоматчиком во внутренних войсках МВД СССР, где участвовал в художественной самодеятельности. Отслужив, вернулся в родную филармонию и работал музыкальным руководителем ансамбля «Тоника» народного артиста БССР Виктора Вуячича.
В 1968 году Антонов снялся в белорусском фильме «Отчего ж нам не петь!», в котором играл на гитаре. В этот минский период творчества в коллективе Юрия Антонова некоторое время состоял гитаристом Владимир Мулявин, приехавший из Свердловска и заменивший в ансамбле гитариста.

### Сотрудничество с ВИА
В 1969 году Антонов был приглашён в популярный ленинградский ВИА «Поющие гитары» на работу в качестве инструменталиста-клавишника. В этом коллективе впервые стал вокалистом, прозвучали и первые песни авторства Юрия Антонова — «Аэропорт», «Где же смелость?» на слова поэта Альберта Азизова, «О добрых молодцах и красных девицах», «Стой, не стреляй, солдат!» на слова поэта Олега Жукова, «Если любишь ты» на слова поэта Леонида Дербенёва. Но особую популярность ансамблю и самому Юрию Антонову принесла его песня «Нет тебя прекрасней» на слова ленинградских авторов Ирины Безладновой (написала первоначальный вариант песни — из двух куплетов) и Михаила Белякова (дописал третий куплет). в исполнении солиста ансамбля Евгения Броневицкого, вышедшая на миньоне фирмы «Мелодия» в 1971 году.
Весной 1970 года переехал в Москву. Работал солистом-вокалистом в популярном ВИА «Добры молодцы», затем в оркестре «Современник» под управлением Анатолия Кролла. (1971—1975) — бывшем оркестре Эдди Рознера, руководителем ансамбля при Московском мюзик-холле, художественным руководителем ВИА «Магистраль» при Московской областной филармонии (1975—1977), на Всесоюзной фирме грамзаписи «Мелодия» (1977—1983). На авторском диске-гиганте Давида Тухманова «Как прекрасен мир» (1972) Юрий Антонов записал ведущую вокальную партию в заглавной композиции.
В 1973 году «Мелодия» выпустила первую пластинку-миньон Юрия Антонова и оркестра «Современник» с песнями «Третий день» (слова Павла Леонидова) (на другом варианте диска вместо неё — песня «Не грусти, пожалуйста» на слова Онегина Гаджикасимова в сопровождении ансамбля «Мелодия»), «Ну что с ним делать?» (слова Леонида Дербенёва), «У берёз и сосен» (слова Игоря Шаферана).
В 1975 году «Добры молодцы» и Ю. Антонов на фирме «Мелодия» записали пластинку-миньон с песнями Антонова «Отчего», «Нет, не я», «Несёт меня течение», а ВИА «Магистраль» (п/у Ю. Антонова) — миньон с песнями Антонова «Отчего» и «Забыть бы».
В репертуаре ВИА «Весёлые ребята» появились первые записи песен Ю. Антонова «Если любишь ты» и «Ну что с ним делать» (обе на слова Л. Дербенёва) (1973), «Отчего» (на слова Т. Сашко) (1974), «Встреча» (на слова В. Дюнина) (1978). Песни Антонова стали звучать в репертуаре различных ансамблей 1970-х — начала 1980-х годов: «Поющие сердца» — «Бабье лето», «Акварели» — «Рыжее лето», группа «Земляне» — «Садовое кольцо», «Если я не прав», «Если хочешь быть умней», «Путь к тебе» («Перекрёсток»), «Поверь в мечту», «Красные маки» — «Зеркало». Эстрадный певец Валерий Ободзинский в 70-х годах исполнял песни Антонова «Для тебя пою», «Как же это так», «Наша магистраль», а Лев Лещенко — песни «Твоя судьба», «Белая метель», «Радуга». За песню «Отчего» Антонов в 1975 году был на 2 года отлучён от фирмы «Мелодия», так как в ней нашли явный плагиат на композицию голландского дуэта Mouth & MacNeal «How do you do».

### 1980-е годы. Зенит славы

группа «Аэробус», слева направо: Игорь Шабловский, Сергей Рудницкий, Алик Микоян, Юрий Антонов, Евгений Маргулис, Виктор Варвалюк 1980-е

В 1980 году Антонов и рок-группа «Аракс» подготовили LP-сплит, который, однако, не был допущен худсоветом для издания на фирме «Мелодия». Тогда Антонов издал песни собственного исполнения с этого альбома на нескольких миньонах, договориться об издании которых было значительно проще, позже эти песни вошли в альбом 1983 года «Крыша дома твоего», а остальные песни, в исполнении солистов «Аракса», вышли уже в 1987 году на диске-гиганте Ю. Антонова «От печали до радости».
Сотрудничество с группой «Аракс» в 1979—1981 годах принесло Антонову всесоюзную славу. Три пластинки-миньона с записанными в сопровождении этого ансамбля песнями «Анастасия» (слова Леонида Фадеева), «Зеркало» (слова Михаила Танича), «Золотая лестница» (слова М. Виккерс), «Тебе» (слова Льва Ошанина), «Я вспоминаю» (слова Леонида Фадеева), «Не забывай» (слова Танича), «Моё богатство» (слова Игоря Кохановского), «Жизнь», «Дорога к морю», «Двадцать лет спустя», а также две пластинки-миньона с песнями «Маки», «Море», «Вот как бывает», «Крыша дома твоего», «Родные места», «Наша магистраль», записанные с другими музыкантами, разошлись тиражом свыше 20 миллионов копий, сделав Антонова одним из самых популярных исполнителей в СССР — в 1982—1983 годах он стал лучшим певцом СССР в хит-параде «Звуковая дорожка». Одесская киностудия предлагала композитору включить многие из этих песен в кинофильм «Берегите женщин» (1981), в котором звучали в исполнении автора и специально написанные для картины песни — «Берегите женщин» (слова Л. Фадеева), «Жизнь» (слова О. Жукова), «Всему своё время» (слова И. Резника). (Впоследствии Ю. Антонов написал ещё также песни к кинофильмам «Прежде, чем расстаться» (1984), «Салон красоты» (1985), «Приказ» (1987), «Хищники» (1991), музыку к кинофильму «Дураки умирают по пятницам» (1990)).
В 1981 году Антонов дал в Ленинграде 28 концертов за пятнадцать дней, и на каждом из них побывало по четырнадцать тысяч человек. В том же году в финале Всесоюзного конкурса молодых исполнителей «Золотой камертон» по результатам голосования телезрителей первое место заняла начинающая певица Катя Семёнова с песней Ю. Антонова «Ах, весна».
Первый долгоиграющий альбом у Юрия Антонова вышел в 1981 году в Югославии на фирме «Jugoton». Впоследствии его пластинки выпускались и в других странах социалистического содружества — в ГДР, Польше, Чехословакии, на Кубе.
Тесно сотрудничал с ВИА «Синяя птица», участвовал в совместных гастролях. Результатом сотрудничества стал диск-гигант Синяя птица во Дворце спорта в Лужниках с песнями Ю. Антонова в исполнении ансамбля «Белый теплоход», «Я иду тебе навстречу», «Цветные звуки», «Берегите женщин» и другими. На фирме «Мелодия» вышел первый диск-гигант Антонова Крыша дома твоего с песнями, ранее выходившими на пяти миньонах Антонова с «Араксом» и другим инструментальным ансамблем. В том же году совместно с поэтом Михаилом Пляцковским Антоновым были написаны первая и вторая части детского мюзикла о кузнечике Кузе — Приключения кузнечика Кузи и Новые приключения кузнечика Кузи (2 диска-гиганта), в том числе известная песня из них «Крыша дома твоего». С ней Антонов впервые вышел в финал телефестиваля «Песня года» (1983).
В телевизионной передаче ЦТ «Шире круг» в 1983 году Юрий Антонов представил свою новую песню «Шире круг» на стихи Леонида Фадеева, ставшую на многие годы заглавной песней телефестиваля. Эту песню исполнял ВИА «Синяя птица».
В 1984 году Антонов после долгих уговоров своего друга, кинорежиссёра Александра Косарева, снялся в у него в кинофильме «Прежде, чем расстаться» в роли артиста Рыжикова. В этом же году второй раз вышел в финал телефестиваля «Песня года» с песней «Снегири» на стихи М. Дудина, написанной к 40-летию Победы в Великой Отечественной войне.
С организованной в 1982 году Антоновым инструментальной группой «Аэробус» в 1984-85 годах на фирме «Мелодия» записывались следующие два диска-гиганта исполнителя — Поверь в мечту и Долгожданный самолёт (аранжировки этого альбома были сделаны Вадимом Голутвиным) с новыми песнями «На улице Каштановой», «Уходит молодость моя», «Я не жалею ни о чём», «Мой путь прост», «Дай мне руку», «На высоком берегу», «Стеклянная ночь», «Милая моя», «Каникулы» и другими. Он работал на самых больших концертных площадках страны: Киев — 20 концертов во Дворце спорта, Ростов-на-Дону — 12 концертов во Дворце спорта, Москва — 8 концертов во Дворце спорта в Лужниках, 28 концертов в СКК им. Ленина в Ленинграде, на каждом концерте присутствовало 14 тысяч зрителей.
В 1985—1986 годах ездил в Финляндию, где на фирме «Polarvox Music» записал и выпустил диск-гигант My Favorite Songs с тринадцатью ранее написанными песнями и миньон Yuri с тремя также ранее написанными песнями, но в других аранжировках и переведёнными на английский язык. Новые англоязычные тексты этих песен никак не связаны с основными, русскоязычными вариантами текста: песня «Крыша дома твоего» становится «Look at Their Faces», песня «Каникулы» становится «I Send to You My Love», песня «А жизнь идёт своим чередом» становится «Ridin' into the Darkness» (англоязычные тексты Э. Каартамо).
В этом же году начал работать в Москонцерте в качестве солиста-вокалиста. На стадионе «Лужники» на церемонии закрытия «Игр доброй воли» Антонов исполнил специально написанную для этого песню «Мир зависит от нас» на слова В. Сауткина.
В 1987 году на фирме «Мелодия» вышел очередной диск-гигант От печали до радости с тремя новыми песнями Антонова, а также песнями с неизданного в своё время альбома «Колокол тревоги», записанного в 1980 году группой «Аракс» с солистами Анатолием Алёшиным и Сергеем Беликовым. В этом же году на ЦТ СССР вышел музыкальный фильм «О тебе и обо мне», представляющий собой сборник видеоклипов на песни Антонова из альбомов Долгожданный самолёт в авторских аранжировках и От печали до радости, а также на песни «Бег вокруг», «Переулочки Арбата», «Мир зависит от нас», на тот момент ещё не изданные на альбомах.
В 1988 году Антоновым в сотрудничестве с поэтом Михаилом Пляцковским были написаны третья и четвёртая части детского мюзикла о кузнечике Кузе — Разыскивается кузнечик Кузя и Кузнечик Кузя на планете Туами (2 диска-гиганта). С песней «Не рвите цветы» из этого мюзикла в этом же году в третий раз вышел в финал телефестиваля «Песня года».
В 1989 году с песней «Лунная дорожка» выступил на программе «Шире круг».
В 1990 году на фирме «Метадиджитал» на грампластинке со скоростью 45 об/мин., а затем на компакт-диске вышли песни из альбома Антонова Лунная дорожка.

### Постсоветский период
В дальнейшем участвовал и выходил в финалы телефестиваля «Песня года» в 1997—2002 и 2010 годах (в том числе в 1998—2002, 2010 со своими песнями прошлых лет «Проливные дожди», «А в жизни все быстротечно», «Этот перекрёсток», «Почтовый ящик»). В 1999 году ему была присуждена премия МВД России, а также Национальная музыкальная премия «Овация» в номинации «Живая легенда»; в 2002 — специальная премия «Рекордъ».
В музыкальных коллективах, руководимых Ю. Антоновым, прошли хорошую школу многие известные музыканты и исполнители: Аркадий Укупник, Анатолий Алёшин, Владимир Матецкий, Евгений Маргулис, Виктор Зинчук, Вадим Голутвин, Михаил Файнзильберг, Катя Семёнова и др.

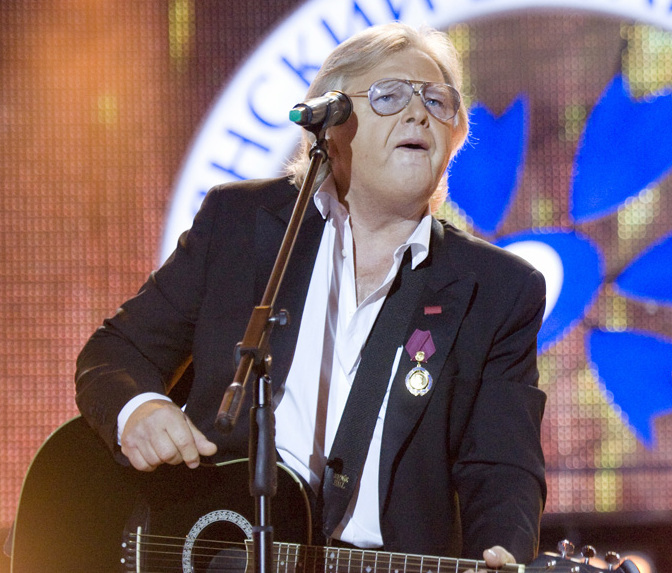
Выступление на фестивале «Славянский базар», июль 2010 года

К 2000-м годам Антоновым было выпущено около 20 пластинок и компакт-дисков общим тиражом более 48 млн экземпляров. В те годы он пытался «раскрутить» певицу Светлану Алмазову, написал и помог ей выпустить альбом «Сладкий мёд» (2000), но песни в исполнении Алмазовой не брали на радио. С тех пор Антонов перестал выпускать новые песни. Выход четырёх альбомов («Дорога к морю», «Проливные дожди», «Жизнь» и «Лучшие песни») был отложен на неопределённый срок. Несколько песен из альбома Алмазовой («На Арбате», «За снегами дожди», «Гороскоп на Новый год») Антонов взял в свой репертуар в 2010-х.
19 февраля 2001 года прошла презентация альбома «Нет тебя прекрасней» с песнями, записанными в 1995 году совместно с оркестром Михаила Финберга на праздновании 50-летия Ю. Антонова и 30-летия его творческой деятельности. В него вошли, наряду с популярными, сравнительно малоизвестные песни Ю. Антонова «Рояль в Хиросиме», «Белая метель», «Твоя судьба», «Нет, не я», «О добрых молодцах и красных девицах», «Для тебя пою», «Как же это так». Диск получил прохладную оценку от агентства InterMedia: «Полная продолжительность концерта — 4 часа 15 минут. Такое ощущение, что для 50-минутного диска фрагмент выбрали наугад. И попался не самый удачный».
26, 27 и 28 марта 2004 года в Государственном кремлёвском дворце состоялись юбилейные концерты Юрия Антонова, приуроченные к 40-летию творческой деятельности.
Осенью 2011 года переехал со своей дачи в Ново-Переделкино в трёхэтажный особняк с колоннами в стиле русского классицизма в коттеджном посёлке Грибово в 15 км к западу от Москвы.
В 2014 году Антонов оценивал выступления участников музыкального соревнования «Пять звёзд», а в 2015 году приглашён в жюри масштабного телепроекта «Главная сцена». Именно на этом музыкальном шоу телезрителям запомнилось выступление Антонова с певцом Григорием Лепсом. Они спели композицию «У берёз и сосен».
Планировалось, что Юрий Антонов придёт на смену Александру Градскому в жюри 4-го сезона популярного шоу «Голос», конкурента «Главной сцены». СМИ писали, что музыкант, не интересующийся подобными проектами, якобы согласился участвовать только из-за гонорара. Позднее эти слухи певец категорически опроверг.
В 2021 году на «Золотом граммофоне» состоялась премьера новой песни «Любимая» в дуэте с Григорием Лепсом.
22 февраля 2025 года к 80-летию Юрия Антонова вышел выпуск телепередачи «Привет, Андрей!»

## Взгляды
- Придерживается монархических и националистических взглядов[26].
- Является членом партии «Единая Россия»[27].
- В июне 2008 года участвовал в митинге на Пушкинской площади в Москве в защиту бездомных животных[28][29].
- Входит в состав Общественного совета[30] при Следственном комитете Российской Федерации.
- В середине июня 2023 года, на фоне вторжения России на Украину, поддержал и присоединился к предложению выплачивать премию российским военным и гражданским за подбитые танки Leopard украинских военных из личных средств[31][32][33].

## Награды и звания

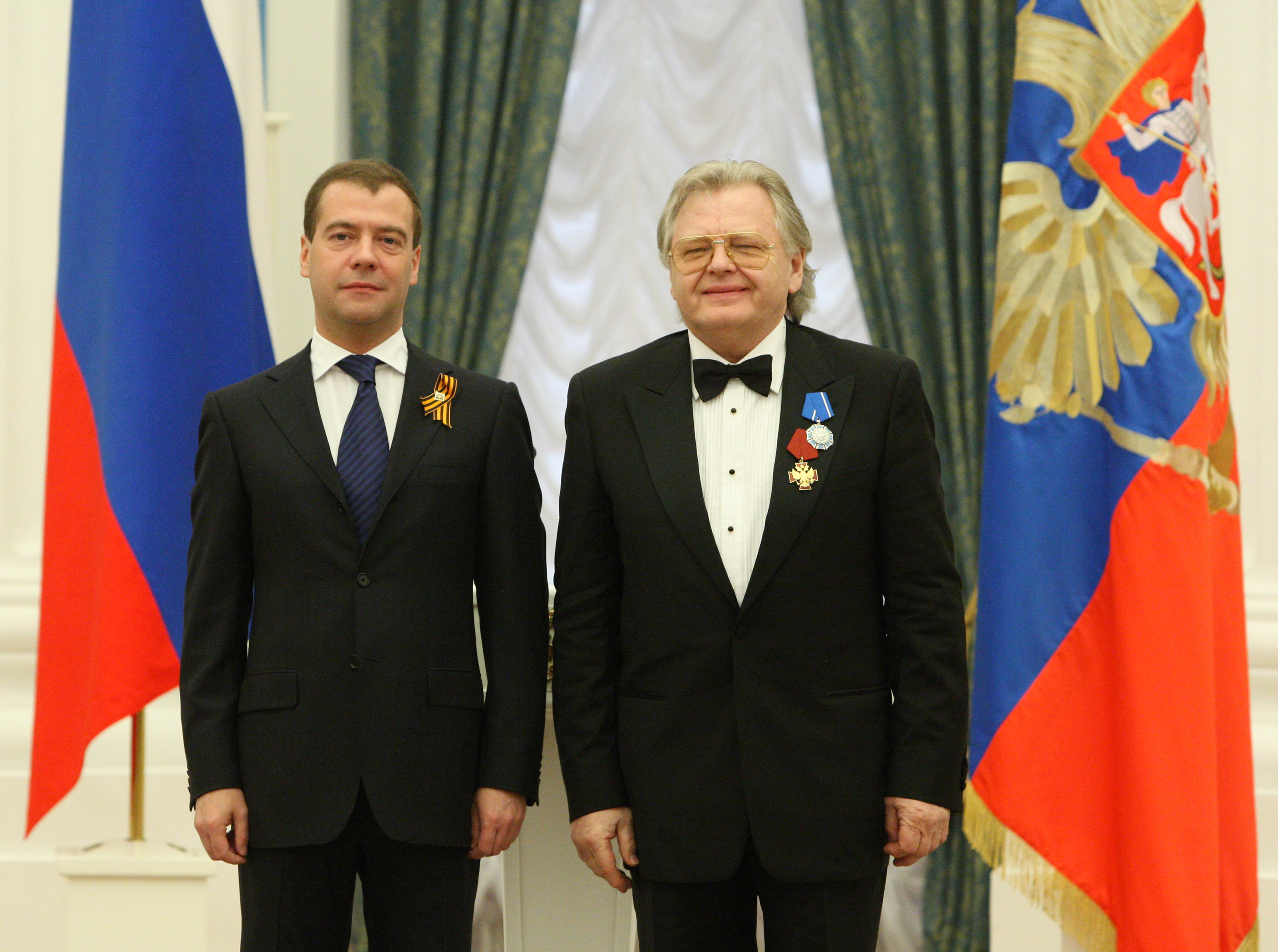
Награждение Орденом Почёта, 6 мая 2010 года

Награждение Орденом Дружбы, 10 декабря 2015 года

Государственные награды СССР и Российской Федерации:
- Заслуженный деятель искусств Российской Федерации (18 марта 1993) — за заслуги в области искусства[34]
- Народный артист Российской Федерации (16 апреля 1997) — за большие заслуги в области искусства[1]
- Орден «За заслуги перед Отечеством» IV степени (17 января 2005) — за большой вклад в развитие музыкального искусства и многолетнюю творческую деятельность[35]
- Орден Почёта (16 февраля 2010) — за заслуги в развитии отечественной культуры и искусства, многолетнюю плодотворную деятельность[36]
- Орден Дружбы (4 апреля 2015) — за заслуги в развитии отечественной культуры и многолетнюю плодотворную деятельность[37]
- Народный артист Чеченской Республики (18 августа 2016) — за большой вклад в развитие музыкального искусства, творческую деятельность, получившую признание и широкую известность в Чеченской Республике[38]
- Орден «За заслуги перед Отечеством» III степени (27 февраля 2020) — за выдающиеся заслуги в развитии отечественной культуры и искусства, многолетнюю плодотворную деятельность[39]
- Медаль «За чистоту помыслов и благородство дел» (2020) — за содействие Следственному комитету Российской Федерации в деле укрепления имиджа следственных органов и нравственного становления молодых сотрудников[40][41]
- Орден «За заслуги перед Отечеством» I степени (23 апреля 2025) — за вклад в развитие отечественной культуры и искусства, многолетнюю плодотворную творческую деятельность[42]

Другие награды:
- Орден Франциска Скорины (29 июня 2010, Беларусь) — за большой личный вклад в укрепление культурных связей между Республикой Беларусь и Российской Федерацией[43]
- «Овация» (1996, 2000, 2001)
- Специальная награда Президента Беларуси «Через искусство — к миру и взаимопониманию» (10 июля 2025 года)[44].

10 июля 2025 года на Аллее звезд Летнего амфитеатра в Витебске открыта именная звезда Юрия Антонова.

## Дискография
1. 1970, миньон — ВИА «Поющие гитары» (одна из песен — «Нет тебя прекрасней») («Мелодия»)
2. 1970, LP — «Всем, кто любит песню» (одна из песен — «Нет тебя прекрасней» в исполнении ВИА «Поющие гитары») («Мелодия»)
3. 1971, LP — Гюлли Чохели (одна из песен — «Песня, гитара и я») («Мелодия»)
4. 1973, миньон — Юрий Антонов и оркестр «Современник» под управлением А. Кролла («Третий день», «Ну что с ним делать?», «У берёз и сосен») («Мелодия»)
5. 1973, миньон — Юрий Антонов и оркестры «Мелодия» (1) и «Современник» (2, 3) («Не грусти, пожалуйста», «Ну что с ним делать?», «У берёз и сосен») («Мелодия»)
6. 1973, миньон — ВИА «Весёлые ребята» (песни «Если любишь ты», «Ну что с ним делать?») («Мелодия»)
7. 1973, миньон — ВИА «Весёлые ребята» (одна из песен — «О добрых молодцах») («Мелодия»)
8. 1973, LP — ВИА «Поющие сердца» (одна из песен — «Если любишь ты») («Мелодия»)
9. 1973, миньон — Лев Лещенко (песни «Твоя судьба», «Белая метель») («Мелодия»)
10. 1974, миньон — ВИА «Акварели» (одна из песен — «Рыжее лето») («Мелодия»)
11. 1974, LP — ВИА «Весёлые ребята» (одна из песен — «Отчего») («Мелодия»)
12. 1974, миньон — Юрий Антонов и ВИА «Добры молодцы» и «Магистраль» (песни «Отчего», «Забыть бы», «Это Москва») («Мелодия»)
13. 1974, миньон — Юрий Антонов и ВИА «Магистраль» (песни «Наша магистраль», «Забыть бы») («Мелодия»)
14. 1974, миньон — Юрий Антонов и ВИА «Магистраль» (песни «Забыть бы», «Нет, не я») («Мелодия»)
15. 1974, миньон — «Поёт Юрий Антонов» с ВИА «Добры молодцы» («Отчего», «Нет, не я», «Несёт меня течение») («Мелодия»)
16. 1975, миньон — Валерий Ободзинский (песни «Для тебя пою», «Как же это так») («Мелодия»)
17. 1975, миньон — «Стерео Эстрада» (одна из песен «Ещё вчера (почтовый ящик)») («Мелодия»)
18. 1977, LP — «Бабье лето. Песни на ст. И. Кохановского» (песни «Бабье лето», «Садовое кольцо», «Виноват листопад», «Без тебя») («Мелодия»)
19. 1978, LP — ВИА «Весёлые ребята» (одна из песен — «Встреча») («Мелодия»)
20. 1978, миньон — ВИА «Добры молодцы» и ВИА «Лейся песня» (одна из песен — «Ещё вчера (почтовый ящик)») («Мелодия»)
21. 1978, миньон — ВИА «Красные маки» (одна из песен — «Зеркало») («Мелодия»)
22. 1979, миньон — Юрий Антонов с группой «Аракс» («Золотая лестница», «Тебе», «Зеркало», «Анастасия») («Мелодия»)
23. 1980, миньон — Юрий Антонов с группой «Аракс» («Я вспоминаю», «Не забывай», «Моё богатство»)(«Мелодия»)
24. 1981, миньон — группа «Аракс» («С чего бы?», «Всё как прежде») («Мелодия»)
25. 1981, LP — Юрий Антонов (Jugoton, Югославия)
26. 1982, лента — группа «Аракс», «Концерт в Ленинградском СКК» («Не забывай», «С чего бы?», «Колокол тревоги»)
27. 1982, миньон — Юрий Антонов с группой «Аракс» («Жизнь», «Дорога к морю», «20 лет спустя») («Мелодия»)
28. 1982, миньон — Юрий Антонов («Маки», «Море», «Вот как бывает») («Мелодия»)
29. 1982, миньон — Юрий Антонов («Наша магистраль», «Крыша дома твоего», «Родные места») («Мелодия»)
30. 1982, миньон — ВИА «Земляне» («Путь к тебе», «Поверь в мечту») («Мелодия»)
31. 1983, лента — ВИА «Синяя птица», «Концерт 15.02.1983 г.» («Жизнь», «Вот как бывает», «Жаль мне, конечно Архивная копия от 11 августа 2020 на Wayback Machine»)
32. 1983, LP — ВИА «Синяя птица». «Синяя Птица во Дворце Спорта в Лужниках» («Белый теплоход», «До свадьбы заживёт», «Берегите женщин», «Я иду тебе навстречу», «Цветные звуки», «Дикие лошади», «Москва», «С тобой хорошо мне») («Мелодия»)
33. 1983, LP — Юрий Антонов. «Крыша дома твоего» (11 песен в исполнении автора) («Мелодия»)
34. 1983, LP — «Приключения кузнечика Кузи» («Мелодия»)
35. 1983, LP — «Новые приключения кузнечика Кузи» («Мелодия»)
36. 1985, LP — Юрий Антонов. «Поверь в мечту» (9 песен в исполнении автора) («Мелодия»)
37. 1985, LP — Yuri Antonov. «My favorite songs» (Polarvox Music, Финляндия)
38. 1986, EP — Yuri Antonov. «Yuri» (Polarvox Music, Финляндия)
39. 1986, LP — Юрий Антонов. «Долгожданный самолёт» (9 песен в исполнении автора, аранжировки В. Голутвина) («Мелодия»)
40. 1987, LP — Юрий Антонов. «От печали до радости» (3 песни в исполнении автора, 7 песен в исполнении группы «Аракс») («Мелодия»)
41. 1988, LP — «Разыскивается кузнечик Кузя» («Мелодия»)
42. 1989, LP — «Кузнечик Кузя на планете Туами» («Мелодия»)
43. 1990, LP (45 об.) — «Лунная дорожка» (6 песен в исполнении автора) (макси-сингл); («Метадиджитал»)
44. 1990, CD — «Лунная дорожка» («Мелодия»)
45. 1991, CD — «Mirror» («Distronics Ltd.»)
46. 1993, CD — «Несёт меня течение» («Z-Records»)
47. 1994, CD — «Музыка и песни из кинофильмов. Ю. Антонов» («RDM»)
48. 1994, CD — «Лунная дорожка» («Z-Records»)
49. 1996, CD — «Песни для детей» («Z-Records»)
50. 1996, CD — «Зеркало» («Z-Records»)
51. 1998, 2CD — «От печали до радости»
52. 2001, CD — "Нет тебя прекрасней. 50/30. Юбилейный концерт в ГЦКЗ «Россия» («Фиам-Диск»[46]; Фирма грамзаписи «Никитин» (2008)[47])

## Песни
- У берёз и сосен (Ю. Антонов — И. Шаферан)
- Третий день (Ю. Антонов — П. Леонидов)
- Ну что с ним делать (Ю. Антонов — Л. Дербенёв)
- Не грусти, пожалуйста (Ю. Антонов — О. Гаджикасимов)
- Отчего (Ю. Антонов — Т. Сашко)
- Забыть бы (Ю. Антонов — Т. Сашко)
- Это Москва (Д. Тухманов — Л. Дербенёв, И. Шаферан)
- Золотая лестница (Ю. Антонов — М. Виккерс)
- Тебе (Ю. Антонов — Л. Ошанин)
- Зеркало (Ю. Антонов — М. Танич)
- Анастасия (Ю. Антонов — Л. Фадеев)
- Я вспоминаю (Ю. Антонов — Л. Фадеев)
- Не забывай (Ю. Антонов — М. Танич)
- Моё богатство (Ю. Антонов — И. Кохановский)
- Жизнь (Ю. Антонов — О. Жуков)
- Дорога к морю (Ю. Антонов — Л. Фадеев)
- Двадцать лет спустя (Ю. Антонов — Л. Фадеев)
- Маки (Ю. Антонов — Г. Поженян)
- Море (Ю. Антонов — Л. Фадеев)
- Вот как бывает (Ю. Антонов — В. Дюнин)
- Наша магистраль (Ю. Антонов — В. Дюнин)
- Крыша дома твоего (Ю. Антонов — М. Пляцковский)
- Родные места (Ю. Антонов — М. Пляцковский)
- Поверь в мечту (Ю. Антонов — И. Кохановский)
- Уходит молодость моя (Ю. Антонов — Л. Фадеев)
- Я не жалею ни о чём (Ю. Антонов — Л. Фадеев)
- Мой путь прост (Ю. Антонов — О. Жуков))
- На улице Каштановой (Ю. Антонов — И. Шаферан)
- Не до смеха (Ю. Антонов — Л. Фадеев)
- Если пойдём вдвоём (Ю. Антонов — В. Кузьмин)
- Снегири (Ю. Антонов — М. Дудин)
- Дай мне руку (Ю. Антонов — И. Кохановский)
- Долгожданный самолёт (Ю. Антонов — А. Косарев)
- Стеклянная ночь (Ю. Антонов — В. Дюнин)
- На высоком берегу (Ю. Антонов — С. Алиханов , Ю. Антонов)
- Милая моя (Ю. Антонов — И. Шаферан)
- О тебе и обо мне (Ю. Антонов — А. Косарев)
- Хмельная сирень (Ю. Антонов — А. Косарев)
- А где-то… (Ю. Антонов — А. Косарев)
- Каникулы (Ю. Антонов — И. Шаферан)
- А жизнь идёт своим чередом (Ю. Антонов — В. Дюнин)
- Понимаешь лишь с годами (Ю. Антонов — В. Сауткин)
- От печали до радости (Ю. Антонов — Б. Дубровин)
- Я тебя не забуду (Ю. Антонов — Р. Гамзатов, перевод Р. Рождественского)
- Завтра (Ю. Антонов — И. Кохановский)
- Гадкий утёнок (Ю. Антонов — Л. Фадеев)
- Всё как прежде (Ю. Антонов — В. Дюнин)
- Колокол тревоги (Ю. Антонов — И. Кохановский)
- С чего бы? (Ю. Антонов — В. Дюнин)
- Снова весна (Ю. Антонов — И. Кохановский)
- Земляничная поляна (Ю. Антонов — В. Дюнин)
- Радуга (Ю. Антонов — Л. Фадеев)
- Лунная дорожка (Ю. Антонов — С. Алиханов , Ю. Антонов)
- Не говорите мне «Прощай» (Ю. Антонов — М. Рябинин)
- Поправляйся, выздоравливай скорей (Ю. Антонов — С. Алиханов)
- Страна чудес (Ю. Антонов — М. Рябинин)
- Если… (Ю. Антонов — О. Виленкин)
- Переулочки Арбата (Ю. Антонов — О. Виленкин)
- Белый теплоход (Ю. Антонов — В. Дюнин)
- Несёт меня течение
- Давай не будем спешить
- Не гаснут костры[48]

## Фильмография

### Роли в кино
- 1968 — Отчего ж нам не петь! — гитарист
- 1981 — Куда он денется! — камео
- 1983 — Незнакомая песня — певец
- 1984 — Прежде, чем расстаться — Рыжиков, артист

### Вокал
- 1981 — Берегите женщин
- 1983 — Незнакомая песня
- 1984 — Прежде, чем расстаться
- 1985 — Салон красоты
- 1987 — Приказ
- 1987 — О тебе и обо мне. Песни Юрия Антонова (ТВ, музыкальный)
- 1991 — Хищники

Автором текстов всех песен, которые Юрий Антонов исполняет в фильмах «Прежде, чем расстаться» и «Хищники», является режиссёр фильмов Александр Косарев
Песня «А где-то…» из фильма «Прежде, чем расстаться» в некоторых альбомах названа «А где-то гуляет радость…»

### Композитор
- 1981 — Берегите женщин
- 1983 — Незнакомая песня
- 1984 — Прежде, чем расстаться
- 1985 — Салон красоты
- 1987 — Приказ
- 1990 — Приключения медвежонка Садко (мультипликационный)
- 1990 — Дураки умирают по пятницам
- 1990 — Приключения кузнечика Кузи (история первая) (мультипликационный)
- 1991 — Приключения кузнечика Кузи (история вторая) (мультипликационный, использованы песни)
- 1991 — Хищники
- 2013 — Кухня (использована песня)
- 2016 — Три богатыря и морской царь (мультипликационный, использована песня)

### Озвучивание мультфильмов
- 1990 — Приключения кузнечика Кузи (история первая) — очковая змея Окулярия
- 1991 — Приключения кузнечика Кузи (история вторая) — шимпанзе-кок Замри

### Документальные фильмы
- «Юрий Антонов. „Под крышей дома своего“» («Первый канал», , 2010)[51]
- «Юрий Антонов. „Право на одиночество“» («Первый канал», 2015)[52][53]
- «Юрий Антонов. „От печали до радости“» («Первый канал», 2020)[54][55]
- «Юрий Антонов. „От печали до радости…“» («Первый канал», 2021)[56]

## Семья
Юрий Антонов был женат трижды:
Первая жена — Анастасия, уехала жить в США.
Вторая жена — Мирослава Бобанович, гражданка Югославии.
Третья жена — Анна, живёт в Париже.
Дочь — Людмила, проживает во Франции.
Сын — Михаил (род. 1996), живёт в Москве.
Племянница (дочь сестры) — Милана Геннадьевна Бардеева, предпринимательница.